# 基督圣体堂 (弗罗茨瓦夫)
基督圣体堂（波兰语：Kościół Bożego Ciała；德语：Kirche St. Corpus Christi）是一座罗马天主教教堂，哥特式建筑风格，位于波兰弗罗茨瓦夫的希维德尼察街（波兰语：Ulica Świdnicka）和基督圣体街（波兰语：Ulica Bożego Ciała）转角。

## 历史
该堂最初是由圣若望骑士团所建，建于14世纪初，单通廊式，1334年首次见于记载。后来改建为一座三通廊式教堂，采用哥特式立面。16世纪初，这里改为路德宗教堂。后来，一度改为谷物和盐的仓库。1692年，天主教布雷斯劳主教支付了3万荷兰盾，赎回了教堂。在1778年、1790年和1805年至1806年的七年战争期间，教堂再次被用作谷物仓库。1813年至1814年间，这里建立了一所医院。1810年，教堂建筑被世俗化，交给普鲁士政府。1832年，基督圣体堂区和圣尼各老堂区合并，因为1806年后者教堂被毁。1876年至1920年间，旧天主教会使用这座教堂建筑。自1921年复活节起，这里再次举行罗马天主教仪式。这座教堂在1927年至1929年以及1935年至1937年间进行了翻修。在第二次世界大战期间，教堂遭受了严重的破坏。直到1945年，该教会共有6000名信徒。最后一位德国神父是格奥尔格·德雷斯克。1955年至1962年间，这座教堂被修复。风琴被奉为圣。

## 建筑
这座教堂是一座哥特式三通廊教堂。教堂长39米，宽25米，内部高27米。哥特式的西立面高37米。教堂没有钟楼。1947年和1961年两度公布为地标建筑。

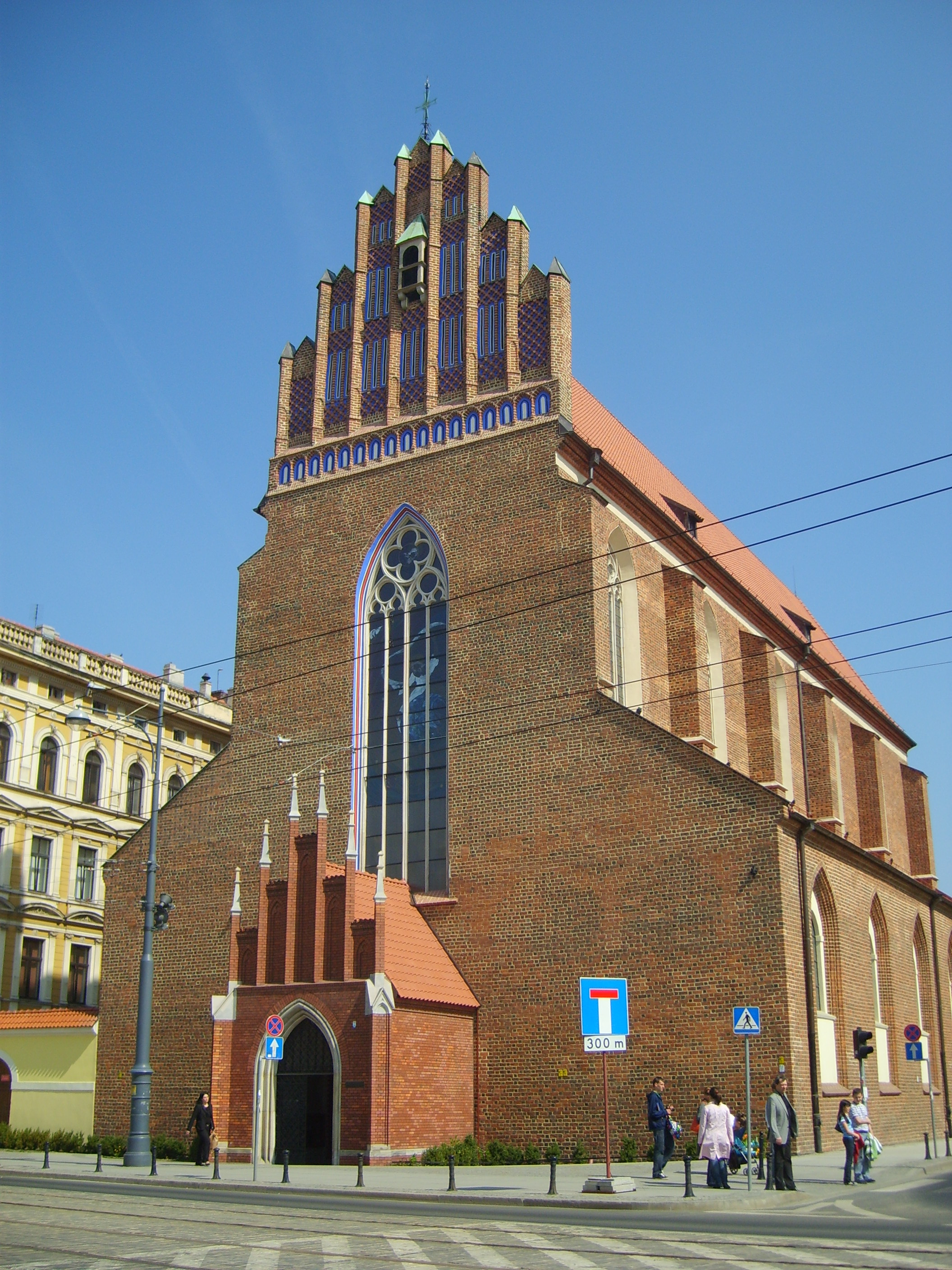
基督圣体堂